# Matthew Clay (Politiker)

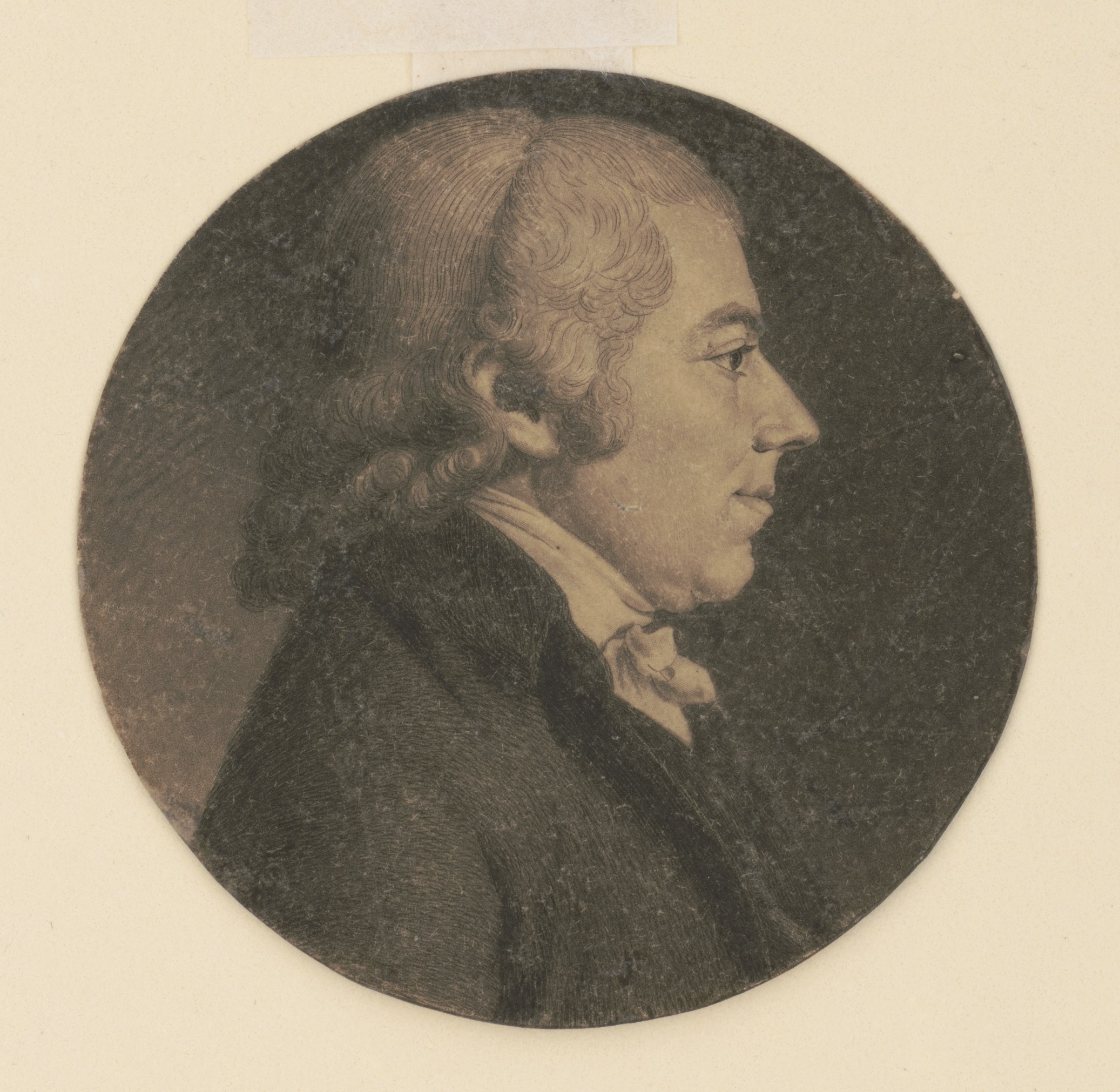
Matthew Clay

Matthew Clay (* 25. März 1754 bei Danville, Colony of Virginia; † 27. Mai 1815 in Halifax Court House, Virginia) war ein US-amerikanischer Politiker. Zwischen 1797 und 1815 vertrat er mehrfach den Bundesstaat Virginia im US-Repräsentantenhaus.

## Werdegang
Matthew Clay wuchs während der britischen Kolonialzeit auf. In den 1770er Jahren schloss er sich der amerikanischen Revolution an. Während des Unabhängigkeitskrieges diente er in verschiedenen Einheiten aus Virginia. Dabei brachte er es bis zum Hauptmann und Quartermaster. Nach dem Krieg schlug er eine politische Laufbahn ein. Zwischen 1790 und 1794 saß er im Abgeordnetenhaus von Virginia. Ende der 1790er Jahre wurde er Mitglied der von Thomas Jefferson gegründeten Demokratisch-Republikanischen Partei.
Bei den Kongresswahlen des Jahres 1796 wurde Clay im sechsten Wahlbezirk von Virginia in das damals noch in Philadelphia tagende US-Repräsentantenhaus gewählt, wo er am 4. März 1797 die Nachfolge von Isaac Coles antrat. Nach sieben Wiederwahlen konnte er bis zum 3. März 1813 acht Legislaturperioden im Kongress absolvieren. Seit 1803 vertrat er dort den 14. Distrikt seines Staates. Zwischen 1807 und 1809 war Clay Vorsitzender des Milizausschusses. Während seiner Zeit als Kongressabgeordneter wurde im Jahr 1800 die neue Bundeshauptstadt Washington, D.C. bezogen. Im Jahr 1803 wurde durch den von Präsident Jefferson getätigten Louisiana Purchase das Staatsgebiet der Vereinigten Staaten beträchtlich erweitert. In Clays Zeit im Kongress fiel auch der Beginn des Britisch-Amerikanischen Kriegs von 1812. Im Jahr 1804 wurde der zwölfte Verfassungszusatz ratifiziert. 1812 wurde er nicht wiedergewählt.
Im Jahr 1814 wurde Matthew Clay im 15. Wahlbezirk von Virginia erneut in den Kongress gewählt, wo er am 4. März 1815 John Kerr ablöste. Er konnte sein neues Mandat aber nur bis zu seinem Tod am 27. Mai 1815 ausüben.